# Липуниха (городской округ Солнечногорск)
Липуниха — деревня в Московской области России. Входит в городской округ Солнечногорск. Население — 55 чел. (2010).

## География
Деревня Липуниха расположена на севере Московской области, в центральной части округа, примерно в 15 км к югу от центра города Солнечногорска, в 28 км к северо-западу от Московской кольцевой автодороги, восточнее развязки Большого кольца Московской железной дороги и Октябрьской железной дороги, на левом берегу впадающей в Клязьму реки Радомли.
К деревне приписано садоводческое некоммерческое товарищество - Родник, состоящий из 4 массивов. Ближайшие населённые пункты — деревня Поваровка, посёлки Шишовка и Радищево.
Река Радомля огибает деревню с юга, в речке можно встретить уток, а также бобров.
Ландшафт разнообразен, холмистый. В деревне растут разные деревья от берез до хвойных растений
Вблизи деревни расположено два поля. первое между посёлком Шишовка и деревней Липуниха. А второе (самое большое) у дороги на ЦКАД. Оба поля не используется для сельхоза

## Население
| 1852 | 1859 | 1890 | 1899 | 1926 | 1966 |
| ---- | ---- | ---- | ---- | ---- | ---- |
| 103  | ↘98  | ↘81  | ↘70  | ↗130 | ↗249 |
| 1998 | 2002 | 2010 |      |      |      |
| ↘87  | ↘56  | ↘55  |      |      |      |

## История

### 18 век
1781-1796 годах, Липуниха - деревня, Московской губернии, Воскресенского уезда (уездный город - Воскресенск)

### 19 век
Липуниха - деревня, Московской губернии, Московского уезда. Стоит на реке Родомка (сейчас: Радомля)
Деревня числится в Метрических книгах 1806 в вотчине Александра Сергеевича Строганова
В Ревизской сказке 1811, в Липунихе 9 дворов и всего 46 жителей, деревня также у Александра Сергеевича Строганова
После смерти Александра Сергеевича вотчиной стал владеть его сын Павел  Александрович Строганов, однако уже в 1817 вотчина перешла к жене Павла - Софье Владимировне Строгановой, в связи со смертью Павла Александровича
в 1825 года в деревне 12 дворов, 49 женщин и 38 мужчин, всего 87 крестьян. Липуниха находится в вотчине графини Софьи Владимировны Строгановой
В 1831 году Софья Строганова передала свои имения своей дочери Аглаиде Павловне Голициной
В Ревизской сказке 1850 года, в деревне 14 дворов, 47 мужчин и 52 женщины, всего 99 жителей
В Ревизской сказке 1858 года, в деревне 15 дворов, 49 мужчин и 52 женщины, всего 101 житель.
В «Списке населённых мест» 1862 года Липуниха — владельческая деревня 6-го стана Московского уезда Московской губернии по левую сторону Санкт-Петербургского шоссе (из Москвы), в 41 версте от губернского города, при речке Радушне (сейчас: Радомля) с 15 дворами и 98 жителями (49 мужчин, 49 женщин).
По данным на 1890 год — деревня Дурыкинской волости Московского уезда с 81 душой населения.
В 1899 году население — 70 человек.

### 20 век
В 1913 году в деревне 24 двора и мелочная лавка.
По материалам Всесоюзной переписи населения 1926 года — деревня Танковского сельсовета Бедняковской волости Московского уезда на Дурыкинском шоссе, в километре от станции Поваровка Октябрьской железной дороги, проживало 130 жителей (69 мужчин, 61 женщина), насчитывалось 27 хозяйств, среди которых 26 крестьянских, имелась школа,
школа носила название "Дурыкинская"
С 1929 года — населённый пункт в составе Солнечногорского района Московского округа Московской области. Постановлением ЦИК и СНК от 23 июля 1930 года округа как административно-территориальные единицы были ликвидированы.
1929—1954 гг. — деревня Радумльского сельсовета Солнечногорского района.
в 1941 в деревне стояли немецкие войска около недели
в декабре 1942 Школа в Липунихе возобновила работу
1954—1957, 1960—1963, 1965—1994 гг. — деревня Кировского сельсовета Солнечногорского района.
1957—1960 гг. — деревня Кировского сельсовета Химкинского района.
1963—1965 гг. — деревня Кировского сельсовета Солнечногорского укрупнённого сельского района.
с 1979 по 1986 гг. в школе находилась библиотека, которая переехала из Шишовки. У библиотеки был книжный фонд в 4000 томов.
в 1989 году школа в Липунихе была закрыта. На ее месте был образован мясокомбинат, позже он тоже закрылся.
В 1994 году Московской областной думой было утверждено положение о местном самоуправлении в Московской области, сельские советы как административно-территориальные единицы были преобразованы в сельские округа.
С 1994 до 2006 гг. деревня входила в Кировский сельский округ Солнечногорского района.

### 21 век
С 2005 до 2019 гг. деревня включалась в Пешковское сельское поселение Солнечногорского муниципального района.
С 2019 года деревня входит в городской округ Солнечногорск, в рамках администрации которого относится с территориальному управлению Пешковское.